# Fredrik Johansson (hinderlöpare)
Fredrik Johansson, född 20 februari 1986, är en svensk friidrottare (hinder- och långdistanslöpare) tävlande för IFK Växjö.
2008 - 2012 vann han fem raka brons på 3000 m hinder och representerade Sverige på samma distans i Finnkampen 2011, 2012 och 2013.
2013 tog han sig till final på 3000 m hinder på Universiaden i Kazan, Ryssland, där han slutade på elfte plats .

## Personliga rekord
| Utomhus - 800 meter – 1:57,26 (Västerås 30 juli 2010) - 1 500 meter – 3:50,09 (Stockholm 29 juli 2011) - 3 000 meter – 8:10,81 (Karlstad 2 augusti 2011) - 5 000 meter – 14:33,68 (Stockholm 25 augusti 2020) - 10 000 meter – 31:21,32 (Stockholm 23 juni 2020) - 10 km landsväg – 31:28 (Växjö 1 maj 2013) - 2 000 meter hinder – 5:52,04 (Huddinge 4 augusti 2006) - 3 000 meter hinder – 8:50,30 (Falun 21 augusti 2010) | Inomhus - 1 500 meter – 3:53,30 (Lidingö 14 februari 2009) - 3 000 meter – 8:21,04 (Göteborg 26 februari 2011) |

### Fotnoter
1. ↑  ”Stora SM 2008, dag 2” (htm). trackandfield.se. http://www.trackandfield.se/Resultat/2008/080802.htm. Läst 16 oktober 2020.
2. ↑  ”Stora SM 2009, dag 2” (php). trackandfield.se. Arkiverad från originalet den 13 december 2009. https://archive.is/20091213202749/http://88.131.109.176/folksam/sm09/resultat.php. Läst 16 oktober 2020.
3. ↑  ”Stora SM 2010, dag 2” (htm). trackandfield.se. Arkiverad från originalet den 29 september 2013. https://web.archive.org/web/20130928222318/http://www.trackandfield.se/resultat/2010/100821.htm. Läst 16 oktober 2020.
4. ↑  ”Stora SM 2011, dag 2” (htm). trackandfield.se. http://www.trackandfield.se/resultat/2011/110814.htm. Läst 16 oktober 2020.
5. ↑  ”Stora SM 2012, dag 2” (htm). trackandfield.se. http://www.trackandfield.se/resultat/2012/120825.htm. Läst 16 oktober 2020.
6. 1 2 3 4 5 6 7 8 9 10  ”Personsida på IAAF:s webbplats” (på engelska). iaaf.org. https://www.worldathletics.org/athletes/sweden/fredrik-johansson-014227672. Läst 16 oktober 2020.
7. ↑  ”Universiaden 2013”. kazan2013.com. http://kazan2013.com/hide/en/-240/Comp/Info/ResultList/ATM033101. Läst 16 oktober 2020.[död länk]
8. 1 2 3 4 5 6 7 8  ”Personsida på European Athletics' webbplats” (på engelska). european-athletics.org. https://www.european-athletics.org/athletes/group=j/athlete=155066-johansson-fredrik/index.html. Läst 16 oktober 2020.
9. ↑  ”Växjöloppet 2013” (htm). marathon.se/racetimer. https://www.racetimer.se/sv/race/resultlist/1228?checkpoint=9999&layout=marathon&page=1&rc_id=6054. Läst 16 oktober 2020.